# کایل نوک
کایل نوک (انگلیسی: Kyle Noke؛ زادهٔ ۱۸ مارس ۱۹۸۰) ورزشکار هنرهای رزمی ترکیبی و بوکسور اهل استرالیا است. وی بین سال‌های ۲۰۰۲ تا ۲۰۱۶ میلادی فعالیت می‌کرد.